# التعاون الدولي

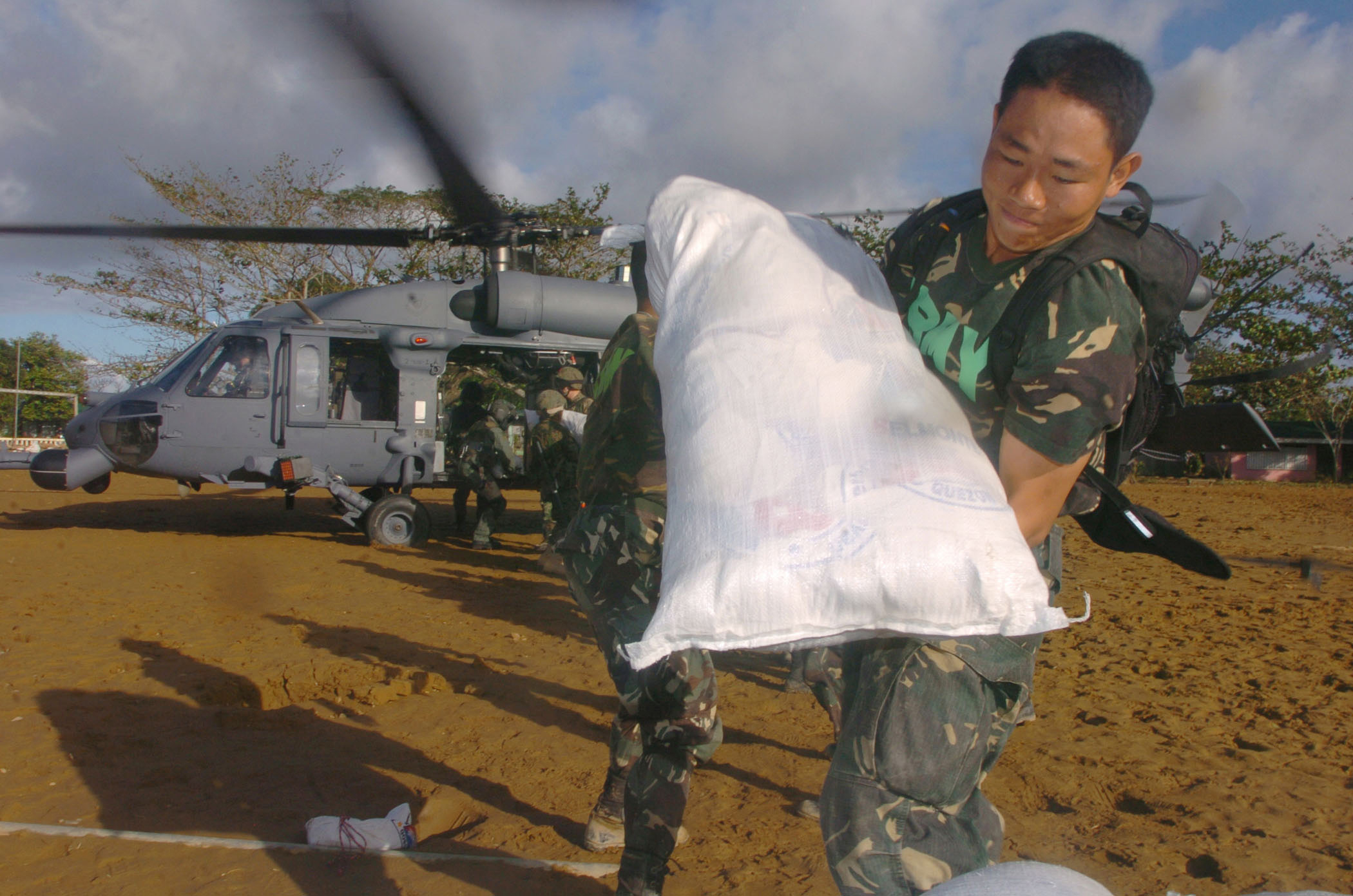
يقوم الأفراد العسكريون الفلبينيون بتفريغ الإمدادات من الولايات المتحدة. طائرة هليكوبتر من طراز HH-60 Pavehawk تابعة للقوات الجوية خلال عمليات الإغاثة من الإعصار في بلدة ريال في مقاطعة كويزون في الفلبين في 16 ديسمبر 2004. يوجد حوالي 600 من الأفراد العسكريين الأمريكيين في الفلبين لتقديم المساعدة الإنسانية والإغاثة في حالات الكوارث لسكان مقاطعة كويزون حيث حدثت فيضانات وانهيارات أرضية واسعة النطاق. الولايات المتحدة. تقوم طائرات الهليكوبتر التابعة للقوات الجوية والبحرية بتوصيل الإمدادات إلى المناطق المنكوبة. تم تعيين Pavehawk في سرب الإنقاذ الثالث والثلاثين، قاعدة كادينا الجوية، اليابان.

التعاون الدولي هو مصطلح يطلق على الجهود المبذولة بين دول العالم من أجل تحقيق مصلحة الدول المتعاونة وفي سبيل تحقيق الأمن والسلم الدوليين ومواجهة التحديات السياسية والاجتماعية والاقتصادية والأمنية. كما يمكن للتعاون الدولي أن يتم على مستوى الأفراد بين الدول والمجتمعات والاعراق المختلفة إضافة إلى المنظمات الحكومية والغير حكومية، بشكل عام التعاون الدولي يتم بصفة رسمية عبر الاتفاقيات والمعاهدات البينية أو الدولية كما يمكن أن يتجسد في المساعدات الإنسانية والتحركات المشتركة، يعد هذ المبدأ من القواعد الأساسية التي تقوم عليها منظمة الأمم المتحدة وتدعو إلى تحقيقها.

## مستويات التعاون الدولي

### التعاون العلمي
ويقصد به تعاون دول أو منظمات حكومية كانت أو غير حكومية من أجل بلوغ غاية مشتركة ما على الصعيد العلمي. أو لإيجاد حلول لمعضلة علمية ما أو العمل على مساندة المجهود العلمي وتمويله. من أبرز مجالات التعاون الدولي العلمي هو المجال الطبي. في مستوى مراكز البحث العلمي أو ضمن منظمة الصحة العالمية. تتعاون الدول والمنظمات فيما بينها من أجل مقاومة الأمراض المختلفة ومن أجل إنتاج لقاحات ومواجهة الجوائح.

### التعاون على المستوى السياسي
ويقصد بذلك خاصة مجالات التعاون بين دول مختلفة في مجالات مختلفة مرتبطة بشكل خاص بالمسائل السياسية (إبرام المعاهدات الدولية - توحيد الجهود الدولية لصد آفة ما)
- جامعة الدول العربية
- الامم المتحدة
- رابطة الدول المستقلة

### التعاون القضائي
يقصد بذلك أي شكل من أشكال التعاون بين الأجهزة القضائية للدول في العالم. وتوقيع اتفاقيات التعاون القضائي المشترك التي تبين ظروف تسليم الفارين والمطلوبين للعدالة وشروطها وتسهيل تلك الاجراءات. إضافة إلى تبادل المعلومات والمعطيات بين الأجهزة الأمنية في مجال مكافحة الجريمة أو مكافحة الإرهاب. بالإضافة إلى المساعدة القانونية المتبادلة بين الدول الأطراف فيما يتعلق بالتحقيقات والعمليات والإجراءات القضائية المتعلقة بجرائم الفساد، وفقًا لاتفاقية الأمم المتحدة لمكافحة الفساد.

### التعاون الاقتصادي
هو أحد أهم أشكال التعاون ويعني التعاون على المستوى الاقتصادي والتجاري والمالي قصد تحقيق التنمية الاقتصادية عبر إجراءات مشتركة ومحددة. ويتضمن التعاون الاقتصادي توقيع الاتفاقيات من أجل رفع مستوى التبادل التجاري بين الدول أو الحصول على القروض والهبات والدفعات المالية إضافة إلى تحرير التجارة ورفع الحواجز الجمركية وتحقيق الأمن الاقتصادي من خلال مكافحة التهريب والجريمة الاقتصادية.
- صندوق النقد الدولي
- البنك العالمي
- مجموعة الثماني

### التعاون العسكري
هو كل أشكال التعاون على مستوى القوات المسلحة للدول وذلك من خلال ابرام اتفاقيات ومعاهدات من أجل تحديث معدات الجيوش وتزويدها بالأسلحة أو توحيد الجهود من أجل تطوير التكنولوجيا العسكرية. إضافة إلى القيام بالمناورات العسكرية والانضمام للاحلاف والإنتاج المشترك للعتاد العسكري
- حلف شمال الأطلسي

## منظمات أو وزارات وطنية
- الوكالة المغربية للتعاون الدولي
- وكالة اليابان للتعاون الدولي
- وزارة التعاون الدولي (مصر)
- وزارة التخطيط والتعاون الدولي (اليمن)
- وزارة التنمية والتعاون الدولي (تونس)

## منظمات دولية
- الشفافية الدولية
- المنظمة العربية للتعاون الدولي
- الاتحاد الدولي للرياضيات